# Валентинівка (платформа)
Валентинівка — зупинний пункт/пасажирська платформа хордової лінії Митищі — Фрязево Ярославського напрямку Московської залізниці. Розташована у місті Корольов Московська область, Росія.
Не обладнана турнікетами.
Час руху від Москва-Пасажирська-Ярославська — близько 50 хвилин, від станції Фрязево — близько 1 години 10 хвилин.
Громадський транспорт до платформи безпосередньо не підходить, найближча зупинка — Громадянська вулиця (800 м).

## Історія
Зупинний пункт відкрито в 1930 році і названо по селищу Валентинівка, що на початок ХХІ сторіччя у складі міста Корольов. Платформа побудована на місці перетину залізничних колій і дороги, що з'єднувала присілки Бурково і Власово.